# Возвращение кота Сметанкина
«Возвращение кота Сметанкина» (другие названия — В гостях у кота Сметанкина и Истории кота Сметанкина) — украинская детская поучительная программа, выходившая с 12 июня 2006 по 21 августа 2020 года на телеканале «КРТ». Ведущий программы — кот Сметанкин.

## Концепция
Ведущий программы, кот Сметанкин — это мягкая игрушка-кукла, полосатый кот с широко расставленными лапами, обычно сидящий на подоконнике. Движется у него только голова, кивающая в такт его мурлыканью по-украински, цвет окраса Сметанкина — коричневый. У Сметанкина есть хозяин, никогда не появляющийся в кадре, но постоянный объект его монологов.
Присмотревшись внимательнее, любознательный малыш заметит, что Сметанкин действительно не сидит на поверхности, а как бы «приветствует» над ней. Однако у родителей будет повод рассказать своему ребенку о практиках «левитации».
В одном из выпусков программы упоминается о приглашении Сметанкина в цирк и его фокус, Сметанкин рассказывает: «Меня пригласили в цирк! Ура! Ура! Ура! Буду выступать, показывать разные фокусы и уже сейчас серьезно тренируюсь! А как же? Итак, выступить – это очень ответственно! Уже научился делать один фокус, смотрите, один, два, три, дымком лети! (издается звук пердёжа Сметанкина в воздухе). Ну как? (аплодисменты, смеется). Создает впечатление?!».
Позже Сметанкин изменил свой внешний вид (цвет второго окраса — светло-коричневый и одежда — шарф на шее) и сидел на крыше, можно заметить, что крыша находится на черном фоне, на котором рядом с крышей находятся фонарик, дома с светящимися окнами и ветви. В новогодней версии на фоне висели гирлянды.
В каждом выпуске Сметанкин рассказывает юным телезрителям истории и сказки, каждый выпуск длится примерно 10 минут, в некоторых выпусках помимо Сметанкина появляется соседний пёс, который своим лаем мешает ему вести программу, Сметанкин ссорится с ним со словами: «А ну замолчи! Я здесь программу снимаю для детей, а ты…! Иди, ложись!».
После рассказа историй и сказок Сметанкин демонстрирует телезрителям мультфильм или мультсериал советского и иностранного производств (после премьерных выпусков программы по каналу шли их повторные показы).
Создатель Сметанкина — актёр, режиссёр Донецкого театра кукол, заслуженный артист Украины и лауреат литературной премии имени Леси Украинки Михаил Загной.
Сметанкин имеет некое сходство с котом Коксиком из российской телепередачи «Шишкин лес».

## Время выхода в эфир
- В 2006 году программа выходила в 6:30—7:00, 20:15—20:30.
- В 2007 году программа выходила в 7:25—7:45, 10:50—11:00, 12:20—12:35, 16:45—17:10.
- В 2008 году программа выходила в 12:00—12:10, 15:30—15:50, 20:45—21:00.
- В 2009 году программа выходила в 20:35—20:45.
- В 2010 году программа выходила в 14:35—14:50, 15:00—15:15, 20:30—20:45.
- В 2011 году программа выходила в 7:00—7:50, 15:50—16:10, 20:35—20:45.
- В 2012 году программа выходила в 5:30—6:00, 6:00—6:25, 7:00—7:15, 8:05—8:35, 9:45—10:00.
- В 2013 году программа выходила в 5:40—6:00, 6:00—6:25, 6:40—6:50, 10:35—10:50, 11:35—12:00, 11:35—12:10, 11:45—12:10.
- В 2014 году программа выходила в 5:30—6:00, 6:00—6:25, 6:40—8:05, 7:00—7:40, 7:00—8:25, 7:00—8:50, 8:05—8:30.
- В 2015 году программа выходила в 5:30—6:00, 7:00—8:30, 7:00—7:40, 7:00—7:45, 7:00—8:30.
- В 2016 году программа выходила в 5:30—6:00, 7:00—7:45, 7:00—8:00.
- В 2017 году программа выходила в 6:30—7:00, 7:15—8:00, 8:30—9:00, 9:00—9:30, 9:30—10:00.
- В 2018 году программа выходила в 5:30—6:00, 6:30—7:15, 7:45—8:00, 10:00—10:50, 12:45—13:05, 16:20—17:00.
- В 2019 году программа выходила в 5:30—6:00, 7:45—8:00, 8:10—8:30, 10:10—10:50, 16:10—16:30.
- В 2020 году программа выходила в 5:30—6:00, 5:40—6:00, 6:40—7:10.

## Критика
В новости, опубликованной в воскресенье, 27 ноября 2008 года в газете «Еженедельник 2000» Антонина Трофимова критиковала выпуск программы, до этого вышедший в эфир канала в четверг, в 20:45. По её словам, в этом выпуске Сметанкин сидел перед шахматной доской, разбирая партию. Потом «опомнившись», поздоровался с «маленькими юными шахматистами» и предложил краткий экскурс в историю происхождения игры, который заключал, что сегодня в шахматы умеют играть все умные люди или почти все. Затем сказал юным телезрителям:
«Если вы с детства будете играть в шахматы, вы вырастете очень умными. Если не умеете, бегите скорее к отцу и попросите вас научить. И со временем вы станете настоящими шахматистами, как, например, чемпион мира, украинец Александр Пономарёв!».
Этот «воспитательный» монолог Сметанкина закончился немного скомканным: «Пока давайте посмотрим мультфильм!».
Сразу после этого началась демонстрация советского мультфильма «Сказка о Снегурочке» производства киностудии «Союзмультфильм» 1957 года, который, к сожалению, не продолжил тему шахмат, по словам Антонины, было бы прекрасно закрепить полученную информацию ещё и визуально. После демонстрации мультфильма Сметанкин помахал лапой телезрителям и на этом закончился выпуск.